# Шкоцянські печери

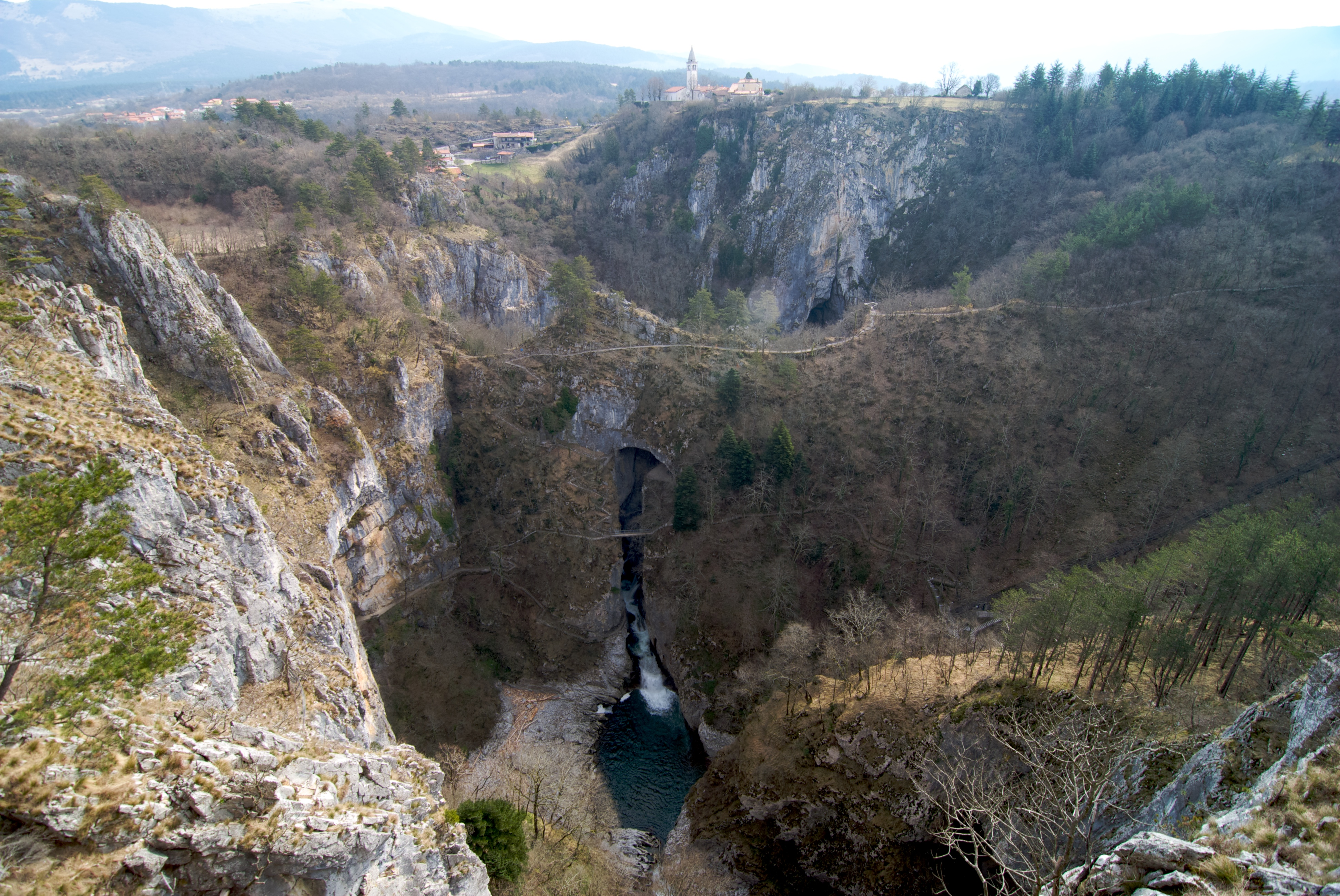
Вхід в печери

Шкоцянські печери (словен. Škocjanske jame) — система карстових печер з підземними потоками. Знаходяться на території общини Дівача, західна Словенія. Ця виняткова система вапнякових печер включає в себе близько 6 км підземних ходів із загальною глибиною понад 200 м, багато водоспадів і одну з найбільших відомих підземних камер.

## Галерея

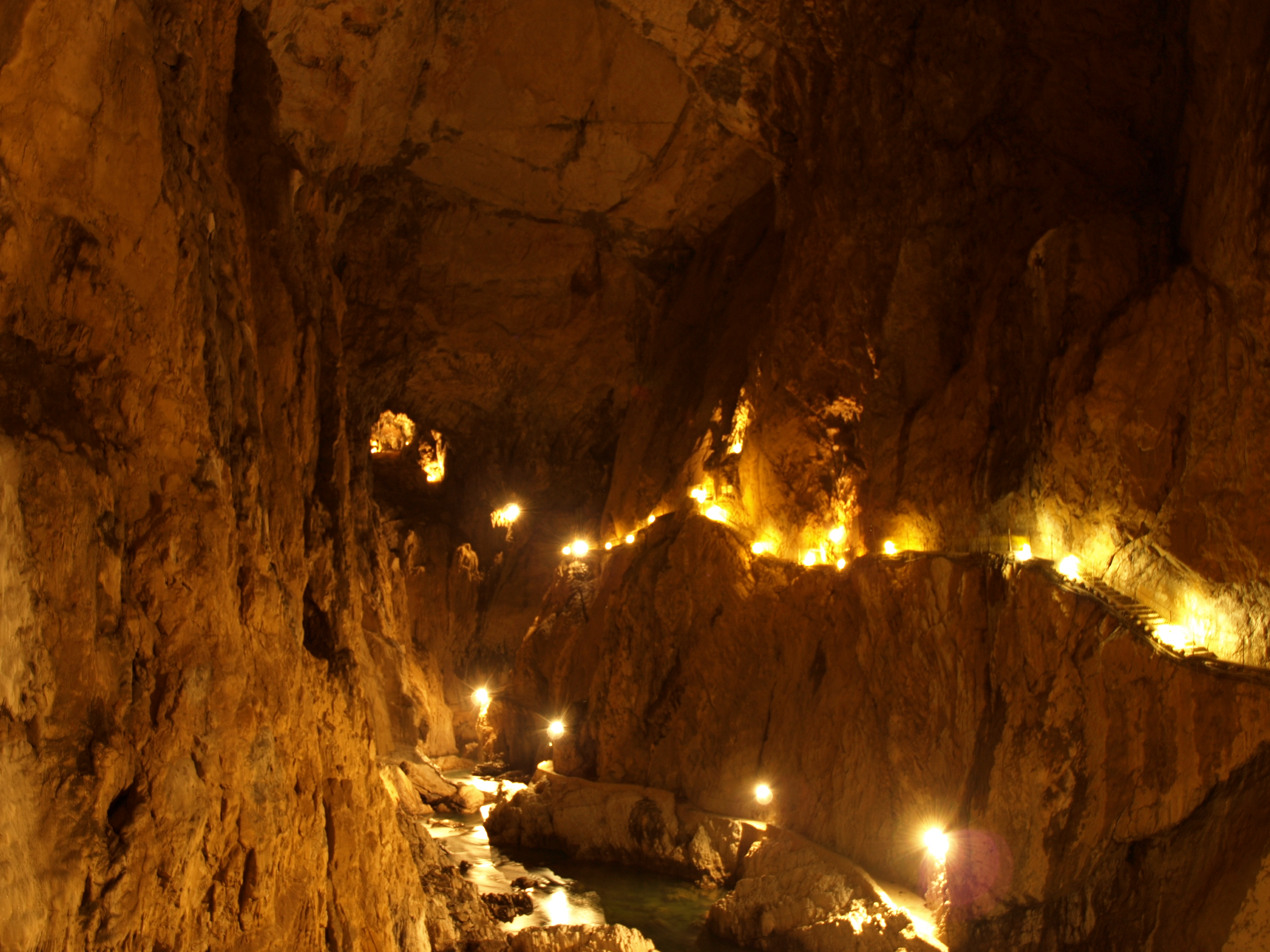
Une des grottes de Škocjan.
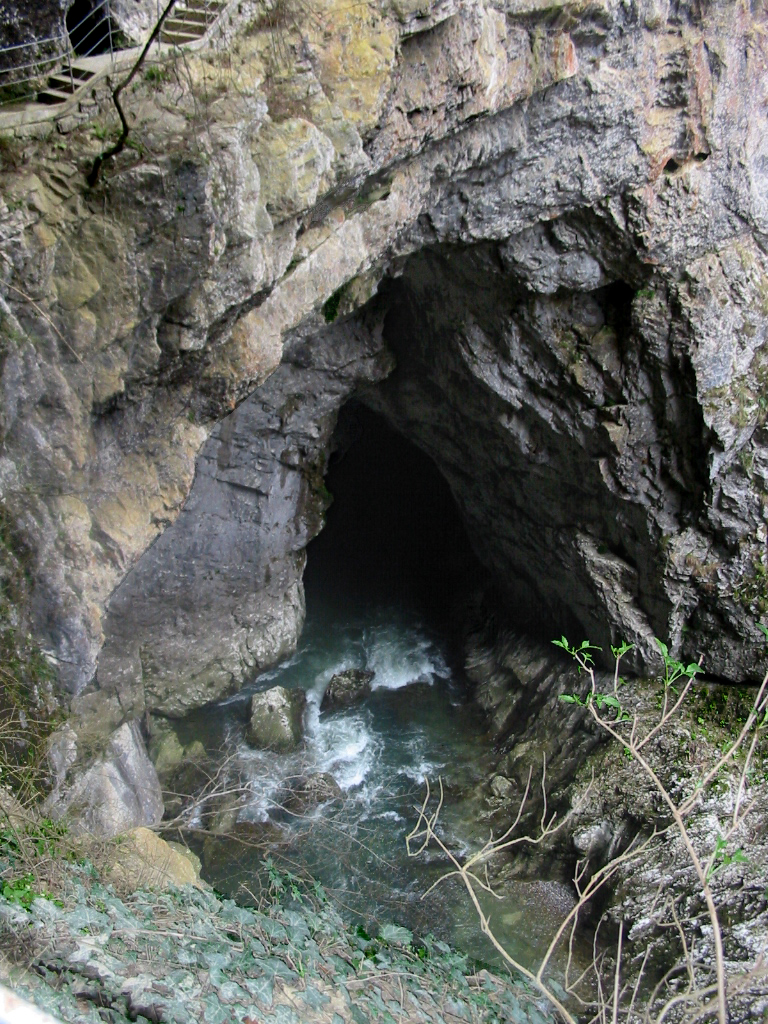
La rivière Reka s'enfonce dans les grottes.
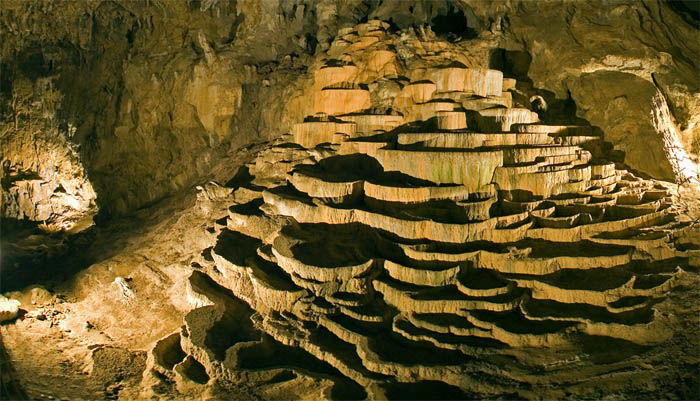
Тераси осадженого карбонату кальцію.